# Georg Heinrich Mettenius

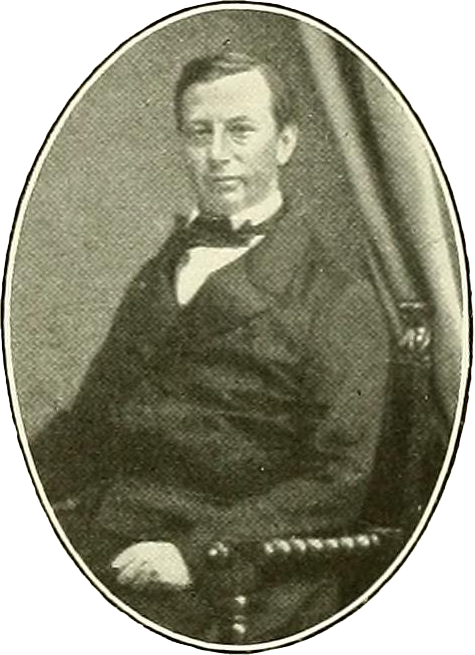
Georg Heinrich Mettenius, 1860

Georg Heinrich Mettenius (* 24. November 1823 in Frankfurt am Main; † 18. August 1866 in Leipzig) war ein deutscher Botaniker. Sein botanisches Autorenkürzel lautet „Mett.“

## Leben und Wirken
Mettenius war das Kind einer wohlhabenden Frankfurter Kaufmannsfamilie und erhielt eine gute Erziehung. 1841 begann er das Studium
der Medizin an der Universität Heidelberg und promovierte dort 1845. Anschließend kehrte er nach Frankfurt zurück und nahm dort nach dem Staatsexamen die Tätigkeit als praktischer Arzt auf. Beeinflusst von Georg Fresenius begann er mit botanischen Studien und unternahm 1846 eine botanische Studienreise über Helgoland, Berlin und Wien an die Adria.
1848 habilitierte er in Heidelberg als Dozent der Botanik, 1850 kam er nach Freiburg als Professor der Botanik und 1853 wurde er ordentlicher Professor an der Universität Leipzig und Direktor des Botanischen Gartens der Universität Leipzig, den er reorganisierte. 1852 wurde er zum ordentlichen Mitglied der Königlich Sächsischen Gesellschaft der Wissenschaften gewählt. 1860 wurde er Ehrendoktor der Universität Leipzig.
Mettenius heiratete eine Tochter von Alexander Braun. Am 18. August 1866 erlag er als eines der ersten Opfer einer Cholera-Epidemie.
Das Fachgebiet von Mettenius waren vor allem die Farne.

## Ehrungen
Hermann Karsten ehrte ihn 1859 durch die Benennung der Gattung der Metteniusa, der einzigen Gattung der Familie der Metteniusaceae. Auch die Pflanzengattung Mettenia Griseb. aus der Familie der Wolfsmilchgewächse (Euphorbiaceae) ist nach Mettenius benannt.

## Schriften
- Beiträge zur Kenntniss der Azollen. 1836
- De Salvinia. 1845
- Azolla nilotica de Caisne. Wien 1845, doi:10.5962/bhl.title.15759
- Beiträge zur Kenntniss der Rhizocarpeen. Frankfurt am Main S. Schmerber'schen Buchhandlung, 1846
- Beiträge zur Botanik. Heidelberg, E. Mohr, 1850 Online: 1. Heft
- Filices horti botanici lipsiensis : die Farne des botanischen Gartens zu Leipzig. Leipzig, Voss, 1856
- mit R. Hohenacker Filices Lechlerianae Chilenses ac Peruanae, Lipsiae (Leipzig), L. Voss, 1856–1859 – Bd. 1; Bd. 2
- Über einige Farngattungen - Abgedruckt aus den Abhandlungen der Senckenbergischen Naturforschenden Gesellschaft zu Frankfurt am Main. Frankfurt am Main, H.L. Brönner, 1857–1859
- Über den Bau von Angiopetris, Aus den Abhandlungen der mathematisch-physischen Classe der Königlich Sächsischen Gesellschaft der Wissenschaftern, Bd. VI. Leipzig, Hirzel, 1863
- Über die Hymenophyllaceae - Abhandlungen der mathematisch-physischen Classe der Königlich Sächsischen Gesellschaft der Wissenschaften. Bd. VII. Leipzig, S. Hirzel, 1864
- mit anderen Reise der österreichischen Fregatte Novara um die Erde in den Jahren 1857, 1858, 1859 unter den Befehlen des Commodore B. von Wüllerstorf-Urbair. Botanischer Theil, Erster Band: Sporenpflanzen, Wien, 1870
- C(äcilie) Mettenius: Alexander Braun's Leben nach seinem handschriftlichen Nachlass. Berlin, Reimer G., 1882